# Jan I. Drašković
Jan I. Drašković (chorvatsky Ivan, ?, Bilina poblíž Kninu, Chorvatské království - 7. září 1566) byl chorvatský šlechtic z rodu Draškovićů.

## Život
Byl třetím synem Bartola Draškoviće (asi 1500-1538) a jeho manželky Any rozené Utješinović. S největší pravděpodobností se narodil na rodovém zámku v Bilině, západně od Kninu, stejně jako jeho bratři Jiří II. (budoucí biskup-kardinál a chorvatský bán) a Kašpar. Matka Anna byla sestrou diplomata kardinála Juraje Utješinoviće Martinuševiće, známého jako Giorgio Martinuzzi.
Jan I. je zmíněn v několika rodinných dokumentech a jako velitel vojenských jezdeckých rot. Podle některých historických pramenů zemřel jako mladý v roce 1566 při obraně uherské pevnosti Szigetvár v boji s Turky jako jeden z velitelů chorvatsko-uherské vojenské posádky v čele s Nikolou Šubićem Zrinskim.
Jan I. Drašković zemřel bez potomků. V rodové linii pokračoval jeho synovec Jan II. Petr, syn jeho bratra Kašpara (jenž roku 1569 získal od krále Maxmiliána hrad Trakošćan). Jeho syn Jan II. Petr byl v letech 1596-1608 chorvatským bánem.